# Ruda Maleniecka (gmina)
Ruda Maleniecka – gmina wiejska w województwie świętokrzyskim, w powiecie koneckim. W latach 1975–76 i 1986–98 gmina położona była w województwie kieleckim.
Siedziba gminy to Ruda Maleniecka.
Według danych z 30 czerwca 2004 gminę zamieszkiwało 3390 osób.

## Historia
Pierwsza zbiorowa gmina Ruda Maleniecka powstała w związku z reformą w Królewstwie Polskim w 1867 roku. W okresie międzywojennym gmina Ruda Maleniecka  należała do powiatu koneckiego w woj. kieleckim. 1 kwietnia 1939 roku gminę wraz z główną częścią powiatu koneckiego przeniesiono do woj. łódzkiego. Po wojnie gmina przez krótki czas zachowała przynależność administracyjną, lecz już 6 lipca 1950 roku została wraz z całym powiatem przyłączona z powrotem do woj. kieleckiego. Jednostka została zniesiona 29 września 1954 roku wraz z reformą wprowadzającą gromady w miejsce gmin
Współczesna gmina Ruda Maleniecka powstała 1 stycznia 1973 w województwie kieleckim w powiecie koneckim.
1 lipca 1976 roku gmina została zniesiona, a jej obszar włączono do gmin:
- Końskie (obszary sołectw: Nowy Sokołów i Stary Sokołów),
- Radoszyce (obszary sołectw: Cieklińsko, Cis, Dęba, Dęba-Kolonia, Hucisko, Koliszowy, Kołoniec, Lipa, Machory, Maleniec, Młotkowice, Ruda Maleniecka, Strzęboszów, Szkucin Tama, Wyszyna Fałkowska, Wyszyna Machorowska i Wyszyna Rudzka).

Gminę reaktywowano 1 stycznia 1986 o zmienionych granicach (mniejszy obszar):
- z gminy Radoszyce: sołectwa Cieklińsko, Cis, Dęba, Dęba-Kolonia, Hucisko, Koliszowy, Kołoniec, Lipa, Machory, Maleniec, Młotkowice, Ruda Maleniecka, Strzęboszów, Szkucin Tama, Wyszyna Fałkowska, Wyszyna Machorowska i Wyszyna Rudzka.

Tak więc w skład reaktywowanej gminy Ruda Maleniecka nie weszły sołectwa Nowy Sokołów i Stary Sokołów z gminy Końskie.

## Struktura powierzchni
Według danych z roku 2002 gmina Ruda Maleniecka ma obszar 110,03 km², w tym:
- użytki rolne: 38%
- użytki leśne: 52%

Gmina stanowi 9,65% powierzchni powiatu.

## Demografia

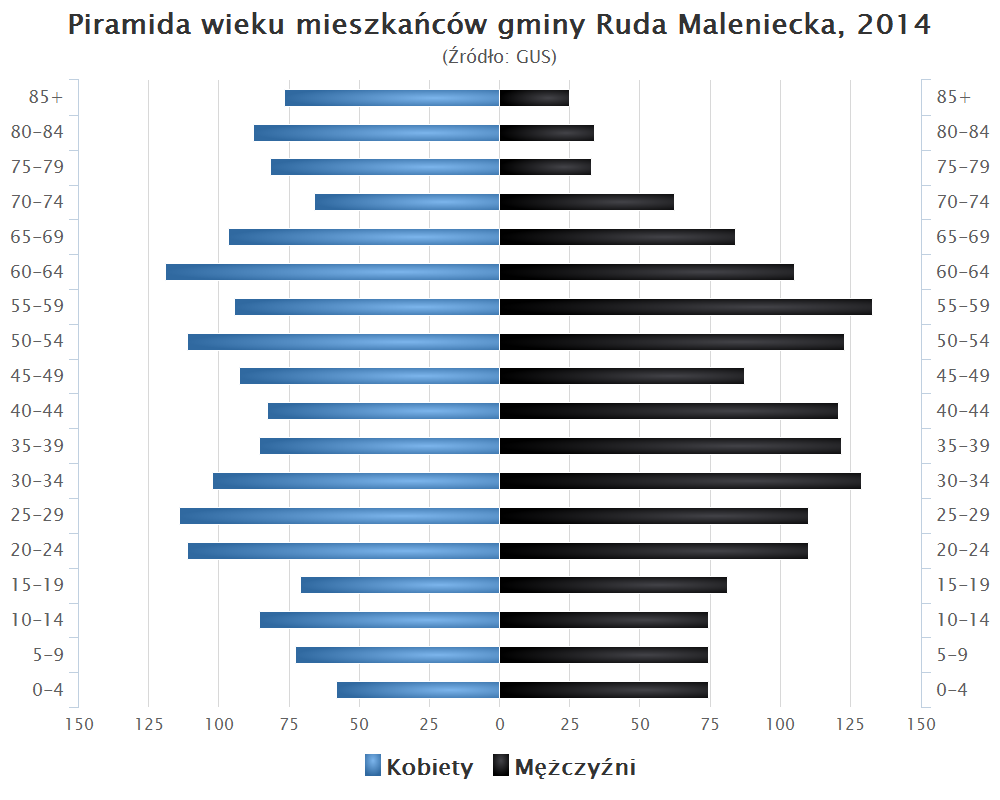
Piramida wieku mieszkańców gminy Ruda Maleniecka w 2014 roku

Dane z 30 czerwca 2004:
| Opis                              | Ogółem | Ogółem | Kobiety | Kobiety | Mężczyźni | Mężczyźni |
| --------------------------------- | ------ | ------ | ------- | ------- | --------- | --------- |
| jednostka                         | osób   | %      | osób    | %       | osób      | %         |
| populacja                         | 3390   | 100    | 1751    | 51,7    | 1639      | 48,3      |
| gęstość zaludnienia (mieszk./km²) | 30,8   | 30,8   | 15,9    | 15,9    | 14,9      | 14,9      |

## Miejscowości
| Wykaz miejscowości podstawowych w administracji gminy Ruda Maleniecka |
| --- |
| 1. 0266347 Dęba-Gajówka – osada leśna 2. 1018054 Gatka – osada leśna 3. 1065639 Głuszec – osada leśna 4. 1018077 Lewki – osada leśna 5. 0266666 Zalesie – osada leśna 6. 0266287 Cieklińsko – wieś 7. 0266301 Cis – wieś 8. 0266324 Dęba – wieś 9. 0266353 Dęba-Kolonia – wieś 10. 0266360 Hucisko – wieś 11. 0266376 Koliszowy – wieś 12. 0266413 Kołoniec – wieś 13. 0266442 Lipa – wieś 14. 0266488 Machory – wieś 15. 0266519 Maleniec – wieś 16. 0266525 Młotkowice – wieś 17. 0266608 Ruda Maleniecka – wieś 18. 0266650 Strzęboszów – wieś 19. 0266672 Szkucin – wieś 20. 0266726 Tama – wieś 21. 0266732 Wyszyna Fałkowska – wieś 22. 0266755 Wyszyna Machorowska – wieś 23. 0266761 Wyszyna Rudzka – wieś |

## Sołectwa
Dęba, Dęba-Kolonia, Cieklińsko, Cis, Hucisko, Koliszowy, Kołoniec, Lipa, Machory, Maleniec, Młotkowice, Ruda Maleniecka, Strzęboszów, Szkucin, Tama, Wyszyna Fałkowska, Wyszyna Machorowska, Wyszyna Rudzka

## Wójtowie
- Jerzy Maszewski (1990-1994)
- Lucjan Zieliński (1994-1998)
- Mirosław Nowak (1998-2006)
- Leszek Kuca (2006-2024)
- Jolanta Orman (2024-)

## Sąsiednie gminy
Fałków, Końskie, Radoszyce, Słupia Konecka, Żarnów